# Ленкавиця (Вадовицький повіт)
Ленкавиця (пол. Łękawica) — село в Польщі, у гміні Стришув Вадовицького повіту Малопольського воєводства.
Населення — 1390 осіб (2011).

## Демографія
Демографічна структура станом на 31 березня 2011 року:
|          | Загалом | Допрацездатний вік | Працездатний вік | Постпрацездатний вік |
| -------- | ------- | ------------------ | ---------------- | -------------------- |
| Чоловіки | 662     | 148                | 449              | 65                   |
| Жінки    | 728     | 147                | 429              | 152                  |
| Разом    | 1390    | 295                | 878              | 217                  |